# Israël aux Jeux paralympiques d'été de 2008
Israël participe aux Jeux paralympiques d'été de 2008 à Pékin en Chine.  Il s'agit de sa 13e participation à des Jeux paralympiques d'été.

## Nombre d’athlètes qualifiés par sport
| Sport           | Hommes       | Femmes       | Total |
| --------------- | ------------ | ------------ | ----- |
| Athlétisme      | 1            | Non qualifié | 1     |
| Aviron          | 4            | 3            | 8     |
| Basket-ball     |              |              |       |
| Boccia          | Non qualifié | Non qualifié | 0     |
| Cyclisme        |              |              |       |
| Équitation      |              |              |       |
| Escrime         |              |              |       |
| Football à 5    |              |              |       |
| Football à 7    |              |              |       |
| Goalball        |              |              |       |
| Haltérophilie   |              |              |       |
| Judo            |              |              |       |
| Natation        |              |              |       |
| Rugby           |              |              |       |
| Tennis          |              |              |       |
| Tennis de table |              |              |       |
| Tir             |              |              |       |
| Tir à l'arc     |              |              |       |
| Voile           |              |              |       |
| Volley-ball     |              |              |       |
| Total           |              |              |       |

## Bilan général

### Bilan par sport
| Sport    | Médaille d'or, Jeux paralympiques | Médaille d'argent, Jeux paralympiques | Médaille de bronze, Jeux paralympiques | Total | Rang pays |
| -------- | --------------------------------- | ------------------------------------- | -------------------------------------- | ----- | --------- |
| Aviron   | 0                                 | 0                                     | 1                                      | 1     | 8e        |
| Natation | 0                                 | 3                                     | 0                                      | 3     | 28e       |
| Tennis   | 0                                 | 1                                     | 0                                      | 1     | 7e        |
| Tir      | 0                                 | 1                                     | 0                                      | 1     | 9e        |
| Total    | 0                                 | 5                                     | 1                                      | 6     | 53e       |

### Bilan par jour de compétition
| Jour         | Médaille d'or, Jeux paralympiques | Médaille d'argent, Jeux paralympiques | Médaille de bronze, Jeux paralympiques | Total |
| ------------ | --------------------------------- | ------------------------------------- | -------------------------------------- | ----- |
| 7 septembre  | 0                                 | 1                                     | 0                                      | 1     |
| 8 septembre  | 0                                 | 0                                     | 0                                      | 0     |
| 9 septembre  | 0                                 | 1                                     | 0                                      | 1     |
| 10 septembre | 0                                 | 1                                     | 0                                      | 1     |
| 11 septembre | 0                                 | 0                                     | 1                                      | 1     |
| 12 septembre | 0                                 | 1                                     | 0                                      | 1     |
| 13 septembre | 0                                 | 1                                     | 0                                      | 1     |
| 14 septembre | 0                                 | 0                                     | 0                                      | 0     |
| 15 septembre | 0                                 | 0                                     | 0                                      | 0     |
| 16 septembre | 0                                 | 0                                     | 0                                      | 0     |
| 17 septembre | 0                                 | 0                                     | 0                                      | 0     |
| Total        | 0                                 | 5                                     | 1                                      | 6     |

### Bilan par sexe
| Sexe   | Médaille d'or, Jeux paralympiques | Médaille d'argent, Jeux paralympiques | Médaille de bronze, Jeux paralympiques | Total |
| ------ | --------------------------------- | ------------------------------------- | -------------------------------------- | ----- |
| Hommes | 0                                 | 1                                     | 1                                      | 2     |
| Femmes | 0                                 | 3                                     | 0                                      | 3     |
| Mixte  | 0                                 | 1                                     | 0                                      | 1     |
| Total  | 0                                 | 5                                     | 1                                      | 6     |

### Multi-médaillés
| Athlète      | Sport(s) | Médaille d'or, Jeux paralympiques | Médaille d'argent, Jeux paralympiques | Médaille de bronze, Jeux paralympiques | Total |
| ------------ | -------- | --------------------------------- | ------------------------------------- | -------------------------------------- | ----- |
| Inbal Pezaro | Natation | 0                                 | 3                                     | 0                                      | 3     |

## Médaillés

### Médailles d’argent
| Sport    | Discipline            | Athlète(s)                  | Performance   | Date         |
| -------- | --------------------- | --------------------------- | ------------- | ------------ |
| Natation | 100 m nage libre - S5 | Inbal Pezaro                | 1 min 21 s 57 | 7 septembre  |
| Natation | 200 m nage libre - S5 | Inbal Pezaro                |               | 9 septembre  |
| Natation | 100 m brasse – SB4    | Inbal Pezaro                |               | 12 septembre |
| Tennis   | Double quad           | Boaz Kramer Shraga Weinberg |               | 13 septembre |
| Tir      |                       | Doron Shaziri               |               | 10 septembre |

### Médailles de bronze
| Sport  | Discipline       | Athlète(s) | Performance   | Date         |
| ------ | ---------------- | ---------- | ------------- | ------------ |
| Aviron | Skiff A masculin | Eli Nawi   | 5 min 39 s 11 | 11 septembre |

## Résultats

### Athlétisme
| Athlète     | Épreuve             | Série    | Série | Demi-finale | Demi-finale | Finale         | Finale |
| Athlète     | Épreuve             | Résultat | Rang  | Résultat    | Rang        | Résultat       | Rang   |
| ----------- | ------------------- | -------- | ----- | ----------- | ----------- | -------------- | ------ |
| Beza Nebeva | Marathon hommes T12 | -        | -     | -           | -           | 3 h 21 min 7 s | 23e    |

### Aviron
| Athlètes | Compétition | Série         | Série  | Repêchage     | Repêchage | Finale        | Finale                                 |
| Athlètes | Compétition | Temps         | Rang   | Temps         | Rang      | Temps         | Rang                                   |
| -------- | ----------- | ------------- | ------ | ------------- | --------- | ------------- | -------------------------------------- |
| Eli Nawi | Skiff A     | 5 min 25 s 06 | 2e (R) | 5 min 49 s 30 | 2e (FA)   | 5 min 26 s 03 | Médaille de bronze, Jeux paralympiques |

| Athlètes           | Compétition | Série         | Série  | Repêchage    | Repêchage | Finale       | Finale |
| Athlètes           | Compétition | Temps         | Rang   | Temps        | Rang      | Temps        | Rang   |
| ------------------ | ----------- | ------------- | ------ | ------------ | --------- | ------------ | ------ |
| Pascale Bercovitch | Skiff A     | 6 min 12 s 32 | 4e (R) | 7 min 6 s 20 | 4e (FB)   | 7 min 2 s 43 | 8e     |

| Athlètes                                                              | Compétition       | Série         | Série  | Repêchage     | Repêchage | Finale        | Finale |
| Athlètes                                                              | Compétition       | Temps         | Rang   | Temps         | Rang      | Temps         | Rang   |
| --------------------------------------------------------------------- | ----------------- | ------------- | ------ | ------------- | --------- | ------------- | ------ |
| Mari Kogan Igor Kogan                                                 | Deux de couple TA | 4 min 43 s 53 | 5e (R) | 5 min 3 s 38  | 4e (FB)   | 4 min 50 s 43 | 10e    |
| Anastasia Dobrovolski Shir Kalmanovitz Reuven Magnagey Andrew Zuhbaia | Quatre barré LTA  | 3 min 58 s 75 | 6e (R) | 4 min 13 s 39 | 5e (FB)   | 4 min 15 s 43 | 12e    |